# Merit Ptah

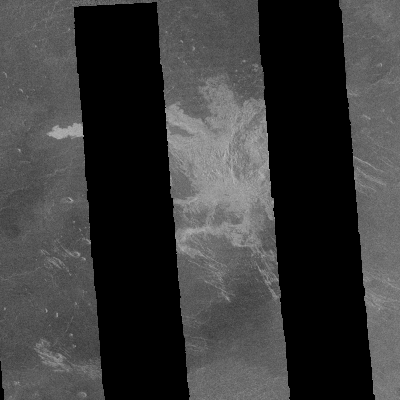
Cráter Merit-Ptah en el planeta Venus, nombrado en honor de esta médica ficticia

Merit Ptah habría sido una mujer egipcia que ha sido considerada la primera médica de la que se tenía registro, pero algunos dicen que era una invención de los años 1930 creada por la feminista y médica estadounidense Kate Campbell Hurd-Mead. Probablemente la confundió accidentalmente con Peseshet, un personaje real con una biografía similar. Es posible que su nombre provenga de la esposa del chaty Ramose, que se llamaba igual y era la mujer egipcia más conocida en los tiempos de Hurd-Mead, aunque vivió siglos después; está enterrada en la tumba TT55 de la Necrópolis Tebana.
Merit Ptah habría vivido alrededor del 2700 a. C., durante el Imperio Antiguo de Egipto, y se decía que su hijo, sumo sacerdote, la habría descrito como «la médica jefe». Se cambiaron datos, como el lugar de enterramiento, en su artículo de Wikipedia en inglés para armonizar las contradicciones de la biografía original, además de darse casos de reportaje circular. El engaño se distribuyó por Internet y otras publicaciones, especialmente en sitios de curiosidades, historia de la medicina y círculos feministas
En su honor, la Unión Astronómica Internacional bautizó un cráter de impacto en Venus como Merit Ptah.